# جاك مكولي
جاك مكولي (بالإنجليزية: Jack McCauley)‏ هو مخترع ومهندس وعالم حاسوب أمريكي، ولد في 3 ديسمبر 1959 في باتل كريك في الولايات المتحدة.

## وصلات خارجية
- جاك مكولي على موقع IMDb (الإنجليزية)